# Malebatrumstraat
De Malebatrumstraat is een straat in het centrum van Paramaribo. De straat loopt van de Keizerstraat en naar de Heerenstraat.

## Bouwwerken
De straat vertrekt vanuit de Keizerstraat, kort voor de synagoge en moskee. Aan de weg staan verschillende winkels, de krant De Ware Tijd en op de hoek met de Wagenwegstraat het huis van Elisabeth Samson en twee autodealers. Aan het eind gaat bij de voormalige bioscoop Tower de weg naar rechts de Heerenstraat in.
De straat werd in 1933 door de Surinaamsche Waterleiding Maatschappij (SWM) aangesloten op het waterleidingnet.

### Monumenten
Op 10 december 2022 raakte een van de twee overgebleven panden op de monumentenlijst grotendeels verwoest door brand. Het ging om huisnummer 16. Het monument ernaast op nummer 18 kon dankij de brandweer gespaard blijven. Hieronder volgen de monumenten in de Malebatrumstraat:

#### Bestaande monumenten
| Omschrijving | Bouwjaar | Adres               | Coördinaten                  | Objectnummer? | Afbeelding                    |
| ------------ | -------- | ------------------- | ---------------------------- | ------------- | ----------------------------- |
| woonhuis     |          | Malebatrumstraat 16 | 5° 49' 41" NB, 55° 9' 30" WL | CPO 066       | Meer afbeeldingen Upload foto |
| woonhuis     |          | Malebatrumstraat 18 | 5° 49' 41" NB, 55° 9' 30" WL | CPO 067       | Meer afbeeldingen Upload foto |

#### Niet meer bestaand monument
| Omschrijving | Bouwjaar       | Adres               | Coördinaten                  | Objectnummer? | Afbeelding  |
| ------------ | -------------- | ------------------- | ---------------------------- | ------------- | ----------- |
|              | Deels gesloopt | Malebatrumstraat 20 | 5° 49' 41" NB, 55° 9' 30" WL | CPO 068       | Upload foto |

## Stadsbrand van 1821

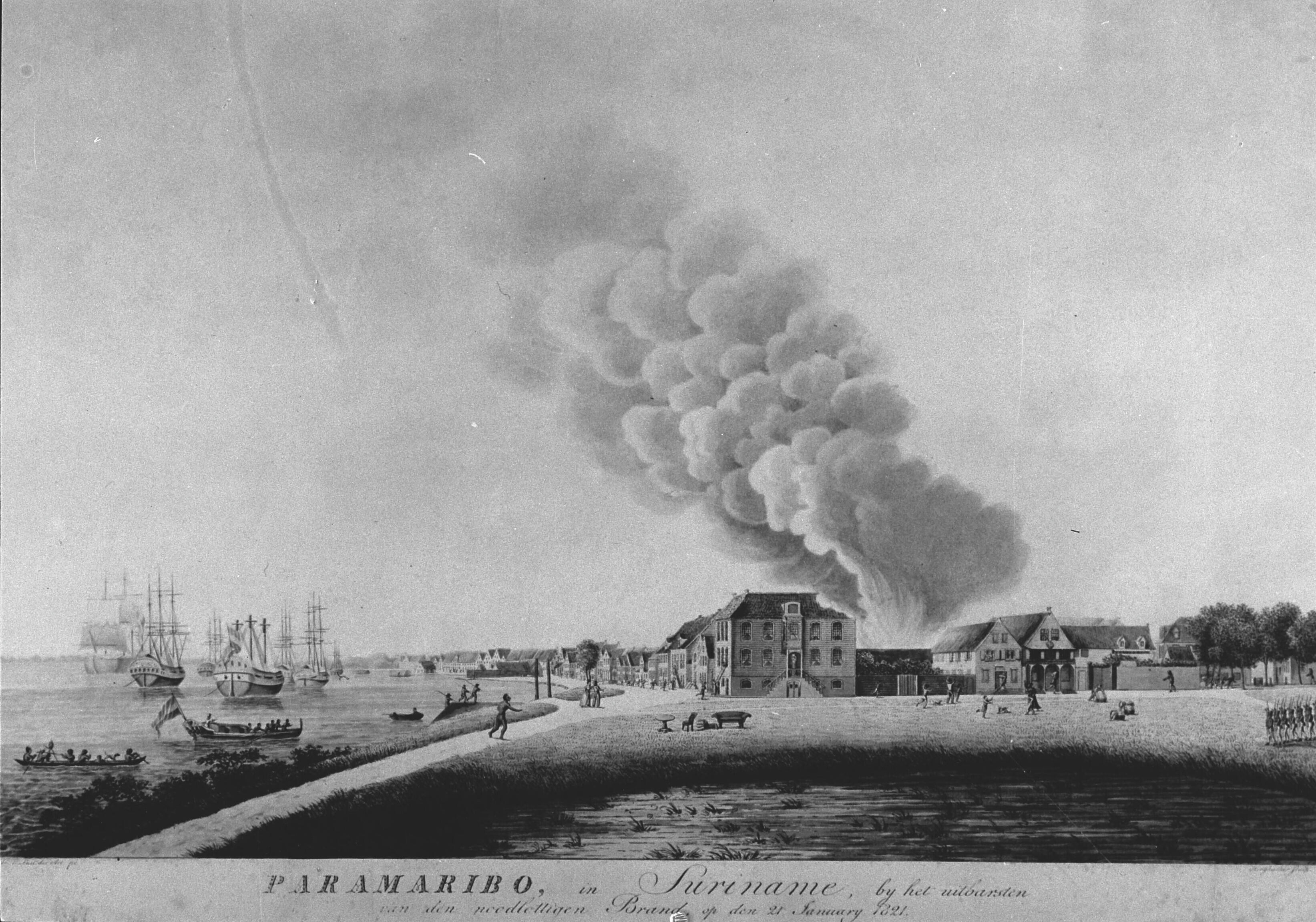
Prent van de stadsbrand van 1821

Op zondagmiddag 21 januari 1821 brak rond half twee brand uit in een huis op de hoek van het Gouvernementsplein en de Waterkant. De brand bleef vervolgens overslaan op andere huizen tot de brand de volgende dag om twaalf uur onder controle was. In tien straten brandden alle huizen af. Ook de Malebatrumstraat werd zwaar getroffen.